# Traugott Leberecht Pochmann

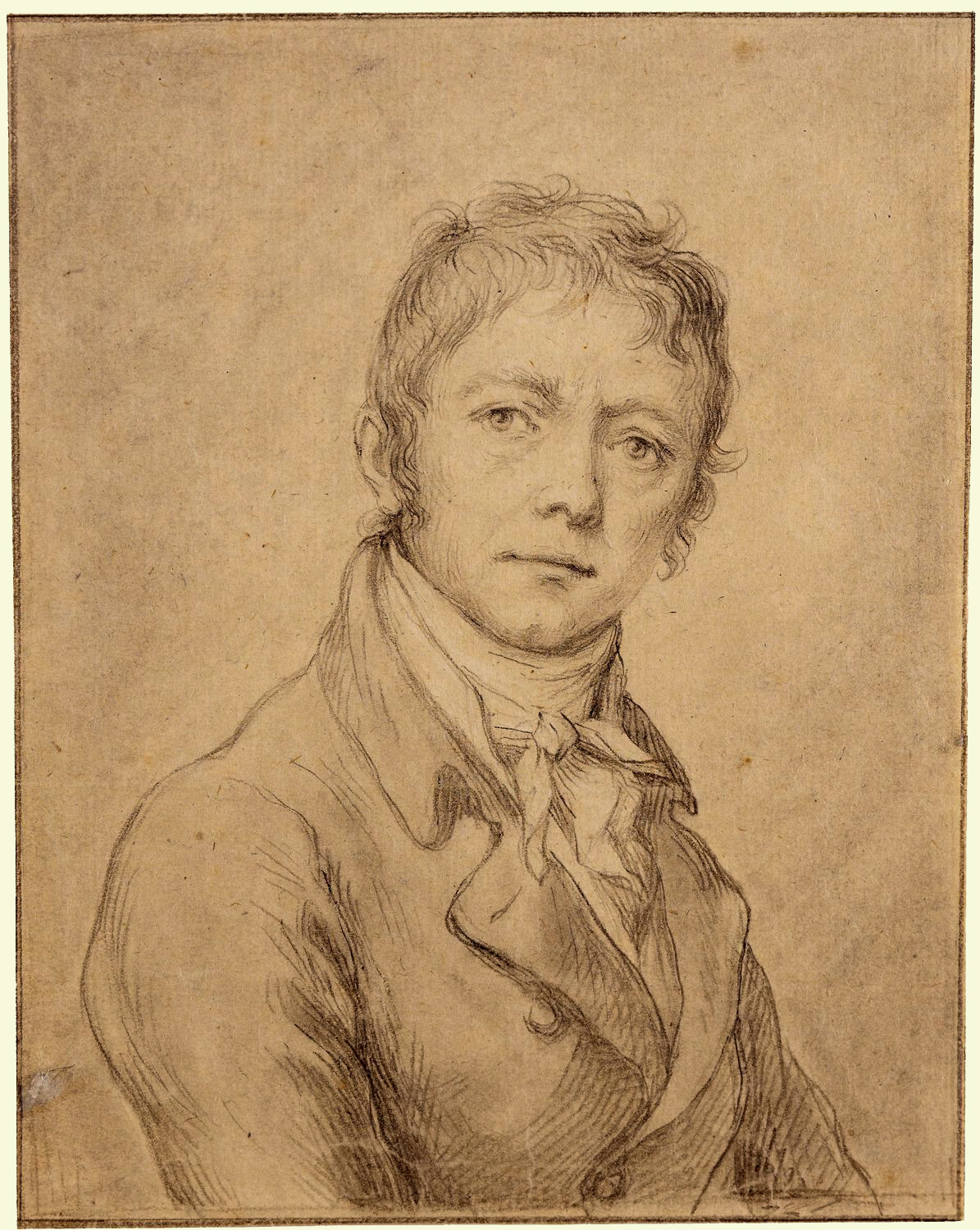
Selbstbildnis, 1790

Traugott Leberecht Pochmann, auch Traugott Lebrecht Pochmann (geboren am 6. Dezember 1762 in Dresden; gestorben am 23. April 1830 ebenda) war ein deutscher Bildnis- und Geschichts- und sächsischer Hofmaler.

## Leben
Pochmann war der Sohn des Kleidermachers Gottlob Pochmann. Er wurde im letzten Jahr des Siebenjährigen Krieges geboren. Er erlernte das Zeichnen zunächst autodidaktisch, da seine Eltern zu arm waren, um ihm den Unterricht an einer Zeichenschule zu ermöglichen. So zeichnete er zumeist Kostüme oder nach Kupferstichen. Durch einen Zufall wurde Cajetan Toscani, ein Lehrer der Zeichenakademie, auf ihn aufmerksam, als er beim Vater etwas in Auftrag geben wollte. So wurde der Knabe als Zögling an der Kunstakademie Dresden bei Charles Hutin aufgenommen. Er lernte dort während des Rétablissements und wurde ein Schüler von Anton Graff und Giovanni Battista Casanova. Pochmann ging 1801 bis 1803 zusammen mit Karl Ludwig Kaaz und Graffs Sohn, dem Landschaftsmaler Carl Anton Graff zur weiteren Ausbildung nach Paris und nach Rom.
Kurz nach dem Ende der Napoleonischen Kriege wurde er dann selbst 1815 Professor an der Dresdner Akademie. Zu seinen Schülern gehörten unter anderem Carl Gottlieb Peschel, Carl Franz Edlinger (1785–1823) und Constantin Schroeter. Pochmann starb mit 67 Jahren und wurde auf dem Eliasfriedhof im Feld B 18-14 beigesetzt. Er hatte mindestens eine Tochter.

## Werke
- Selbstbildnis als Kniestück[1]
- Die drey Grazien im Bade, denen Amor ihr Gewand heimlich entwendet. Ölgemahlde[2][3]
- Das Portrat der Demoiselle Christ,[3] Tochter des Schauspielers Joseph Anton Christ
- Die Dichterin Sappho[3] (Sappho)
- Narciss, in Lebensgröße[3] 1808 (Hochschule für Bildende Künste Dresden, Kustodie)
- Porträt des Opernsängers Bonaveri[3] (Paolo Bonaveri)
- Porträt des Hofschauspielers Schirmer[3]
- Amor und Bacchus neben einer antikisierenden Vase, 1822
- Bildnis einer jungen Dame
- Diana und Endymion,[3] 1826

## Ehrungen
Zum Gedenken an seinen 250. Geburtstag zeigten die Staatlichen Kunstsammlungen Dresden vom 25. September bis 9. Dezember 2012 eine Ausstellung im Schaukabinett der Galerie Neue Meister im Albertinum.